# Район Ацута
Райо́н А́цута (яп. 熱田区, あつたく, МФА: [at͡su̥ta ku̥]) — район міста Наґоя префектури Айті в Японії.  Площа становить 8,13 км². Станом на 1 серпня 2011 року населення складало 64 770  осіб, густота населення — 7970 осіб/км².

## Пам'ятки
- Святилище Ацута